# Rainy Stories
『Rainy Stories』（レイニー・ストーリーズ）は日本のア・カペラグループTRY-TONEの初の配信限定アルバム。2020年6月9日にTastone Recordsよりリリースされた。

## 背景
アルバムとしては初の配信限定作品となり、様々な雨のシーンに寄り添う曲が収録されている。本作用に新たに制作されたオリジナル、未収録オリジナル、ジャズカバー曲、過去の音源のリマスタリングが収録されている。

## 収録曲
1. 優しい雨に（5:28）
  - 作詞/作曲/編曲：松永ちづる
2. Rainy Season（3:38）
  - 作詞/作曲/編曲：松永ちづる
3. 紫陽花輪舞曲（4:16）
  - 作詞/作曲/編曲：青木肇
4. Come Rain or Come Shine（3:01）
  - 作詞：MERCER JOHN H/作曲：ARLEN HAROLD /編曲：青木肇
5. Su-mi-e（4:12）
  - 作詞/作曲/編曲：松永ちづる
6. Singin' in the Rain [remastered]（3:44） 
  - 作詞：FREED ARTHUR/作曲：BROWN NACIO HERB /編曲：多胡淳
  - 1997年に収録された音源のリマスタリング。
  - 当時のメンバー 渡辺愛香(2nd)、北村嘉一郎(4th)が参加